# Серебряные струи (водопад)
Сере́бряные стру́и (укр. Срібні струмені; иногда — Серебряные струны, укр. Срібні струни) — водопад на полуострове Крым, на реке Сары-Узень, один из самых полноводных водопадов Крыма.

## Описание
Расположен на территории Бахчисарайского района, на высоте приблизительно 550 м над уровнем моря, в 4,5 км южнее села Соколиного, в ущелье Малый каньон, образовавшегося в результате действия вод реки Сары-Узень (крымскотат. sarı özen — «жёлтая река»), в некоторых источниках река носит название Чаин-Су или Сары-Су. Вероятно, что название река получила по жёлтому цвету туфовых отложений, выносимых водой из недр гор (истоком реки является обводнённая пещера Сары-Коба). На картах встречается также название «Серебряный».
Водопад расположен чуть западнее, в 3 км от Большого каньона.
Водопад был очень живописен — большая шапка мха, покрывающая всю каменную глыбу, стекающие с него и образующие регулярную структуру несколько тонких струй воды, в сочетании с тончайшими струйками и, под ними прячется в темноте грот. Водопад окружает лес, в котором растёт преимущественно граб и бук, иногда встречается дуб, липа, рябина, лещина и кизил.
В знойные летние дни стекающая вода при бликах яркого солнца создаёт необычный декоративный ритм, кажется серебряного цвета. В пору весеннего таяния снегов поток воды возрастает, это усиливает впечатление. Водопад своими очертаниями походит на причудливый и сказочный струнный музыкальный инструмент. Именно от этого он получил своё второе название «Серебряные струны». Зимой вода замерзает, превращаясь в сосульки — это дало ещё одно название водопаду — «Хрустальный».
В двухстах метрах, чуть выше, находится пруд, созданный для разведения форели князем Ф. Ф. Юсуповым, бывшим хозяином этих мест.
Ниже водопада проходит автомобильная трасса Ялта — Бахчисарай. Добраться до водопада можно от туристической стоянки «Большой Каньон». Вверх около 900 м ведёт большая дорога, сопровождаемая указателями.

## Обрушение в январе 2016 года

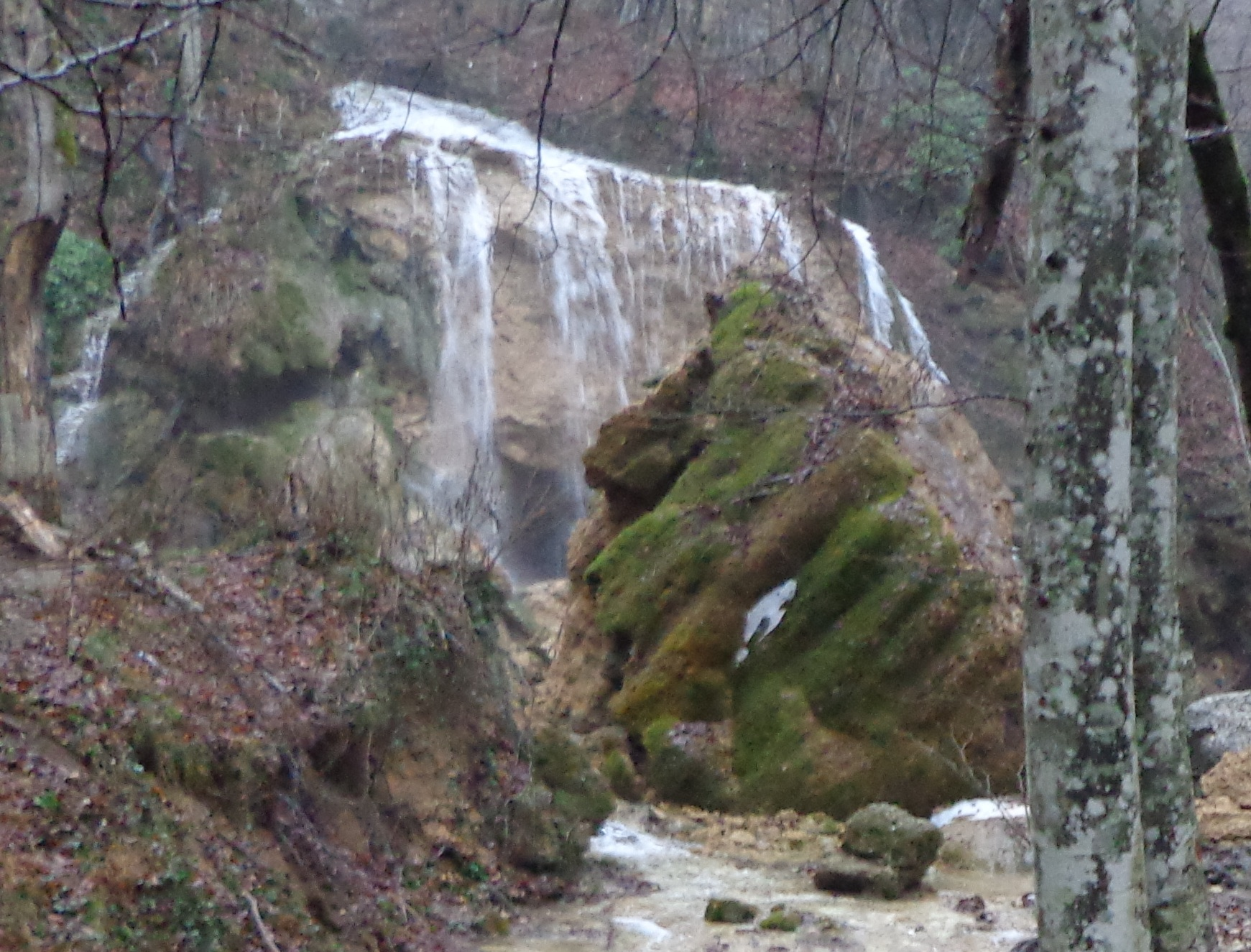
Январь 2016

В начале 2016 года, предположительно утром 8 января, после больших перепадов температур из-за сильных морозов и последовавшего резкого потепления, произошло обрушение консольной части водопада (покрытой мхом туфовой глыбы), в силу чего он практически полностью потерял свой характерный вид. В дополнение огромная упавшая глыба закрывает вид на водопад при подходе.
Специалисты отмечают, что водопад вновь обретёт козырек, создающий эффект падения «серебряных струй», не менее, чем через 10 тысяч лет.